# Puerta de la Victoria
La Puerta de la Victoria  es una puerta fortificada de la ciudadela española de Melilla la Vieja en Melilla. Se encuentra situada en el extremo oeste, entre el Puente del Hornabeque y el Túnel de la Victoria del Segundo Recinto Fortificado, comunicando este con el Tercer Recinto Fortificado. Forma parte del Conjunto Histórico Artístico de la Ciudad de Melilla, un Bien de Interés Cultural.

## Historia
Fue construida entre 1690 y 1719.

## Descripción
Consta de un arco rebajado de ladrillo macizo a sardinel sobre el que se encuentra una placa conmemorativa que informa sobre los hechos del Morabito. Antes del arco se encuentra un puente levadizo de madera que salva el Foso del Hornabeque.